# Macra
Macra é uma comuna italiana da região do Piemonte, província de Cuneo, com cerca de 61 habitantes. Estende-se por uma área de 24 km², tendo uma densidade populacional de 3 hab/km². Faz fronteira com Celle di Macra, Marmora, Sampeyre, San Damiano Macra, Stroppo.

## Demografia
| Variação demográfica do município entre 1861 e 2011                               |
|                                                                                   |
| Fonte: Istituto Nazionale di Statistica (ISTAT) - Elaboração gráfica da Wikipedia |